# Landkreis Meißen
Landkreis Meißen is een Landkreis in de Duitse deelstaat Saksen. Het ontstond in 2008 uit delen van de vroegere Landkreis Meißen en Riesa-Großenhain. Kreisstadt is de stad Meißen. De Landkreis telt 240.371 inwoners (31 december 2020) op een oppervlakte van 1.452,39 km².

## Steden en gemeenten

| Steden 1. Coswig (20.694) 2. Gröditz (6.932) 3. Großenhain (18.062) 4. Lommatzsch (4.807) 5. Meißen (28.231) 6. Nossen (10.510) 7. Radebeul (33.843) 8. Radeburg (7.268) 9. Riesa (29.256) 10. Strehla (3.688) Verwaltungsgemeinschaften - Verwaltungsgemeinschaft Nünchritz met de deelnemende gemeenten Glaubitz en Nünchritz - Verwaltungsgemeinschaft Röderaue-Wülknitz met de deelnemende gemeenten Röderaue (VG-zetel) en Wülknitz - Verwaltungsgemeinschaft Schönfeld met de deelnemende gemeenten Lampertswalde en Schönfeld - Verwaltungsgemeinschaft Thiendorf met de deelnemende gemeenten Tauscha en Thiendorf | Gemeenten 1. Diera-Zehren (3.206) 2. Ebersbach (4.325) 3. Glaubitz (2.091) 4. Hirschstein (1.966) 5. Käbschütztal (2.748) 6. Klipphausen (10.336) 7. Lampertswalde (2.520) 8. Moritzburg (8.363) 9. Niederau (4.050) 10. Nünchritz (5.483) 11. Priestewitz (3.163) 12. Röderaue [Zetel: Frauenhain] (2.587) 13. Schönfeld (1.826) 14. Stauchitz (3.106) 15. Tauscha () 16. Thiendorf (3.778) 17. Weinböhla (10.367) 18. Wülknitz (1.656) 19. Zeithain (5.509) |

Coswig ·
Diera-Zehren ·
Ebersbach ·
Glaubitz ·
Gröditz ·
Großenhain ·
Hirschstein ·
Käbschütztal ·
Klipphausen ·
Lampertswalde ·
Lommatzsch ·
Meißen ·
Moritzburg ·
Niederau ·
Nossen ·
Nünchritz ·
Priestewitz ·
Radebeul ·
Radeburg ·
Riesa ·
Röderaue ·
Schönfeld ·
Stauchitz ·
Strehla ·
Thiendorf ·
Weinböhla ·
Weißig a. Raschütz ·
Wülknitz ·
Zeithain